# Tadjellet
Tadjellet – osada na Saharze w centralnej Algierii w prowincji Tamanrasset.